# Palazzo Pianetti vecchio
Palazzo Pianetti vecchio, o Palazzo Pianetti di Porta Valle, a Jesi, era un antico convento delle Clarisse, poi trasformato in dimora nobiliare.
Nella sua struttura accoglie anche la Chiesetta di San Bernardo, capolavoro barocco.
È sede del Museo delle Arti della Stampa.

## Storia e descrizione

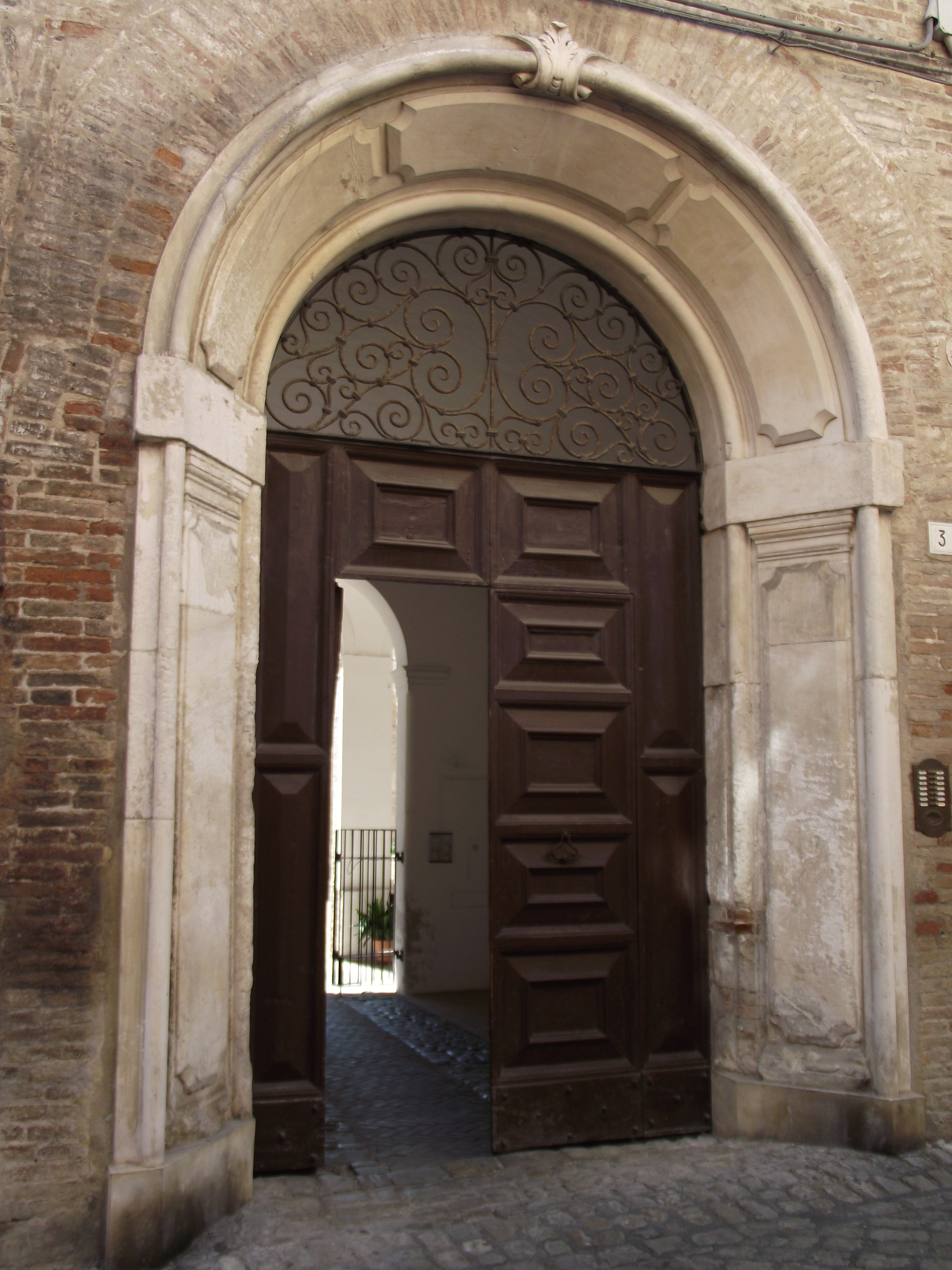
il portale settecentesco.

L'area dove oggi sorge il palazzo, tra la Chiesa di San Pietro e Porta Valle, e costeggiante l'antico decumano massimo della città romana, era occupata da case e orti delle famiglie Baldassini e Moriconi. Queste ultime, nella seconda metà del XVI secolo, la offrirono alle Monache clarisse per edificarvi un convento.
L'edificio religioso, costituito dal monastero con annessa chiesa, venne costruito in laterizi fra il 1570 e il 1579, su progetto dell'architetto Raffaele Spacciolo di Urbino.
Nel corso del XVII secolo le monache lasciano il complesso che venne acquistato nel 1636 da Marcantonio Pianetti di Terravecchia, la cui famiglia già patrocinava un altare nella chiesa conventuale. Ne fa la propria residenza e la sua famiglia l'abitò fino al 1764, quando si trasferì nel nuovo, sontuoso Palazzo Pianetti. e il marchese Cardolo Maria Pianetti promuove la decorazione della chiesa che viene eseguita da maestranze austriache tra cui Giovanni Greber.
Nel 1710 si apportarono varie modifiche. Il vasto ambiente dell'antico refettorio delle monache, venne destinato ad accogliervi l’imponente biblioteca raccolta a Todi dal vescovo Giuseppe Pianetti (1673-1709) ed ampliata dal nipote Cardolo Maria che ne rese pubblica la consultazione. Nello stesso periodo, sua moglie, la marchesa Susanna Mannelli, istituisce una cappellania nella chiesetta, e ne avvia la ristrutturazione barocca, affidandone la decorazione all'architetto austriaco Giovanni Greber.
L’intera biblioteca venne donata nel 1906 dalla famiglia Pianetti al Comune di Jesi che provvide al trasferimento nella chiesa di San Floriano, e infine nell'attuale sede della Biblioteca Planettiana del Palazzo della Signoria.

### Museo della Stampa

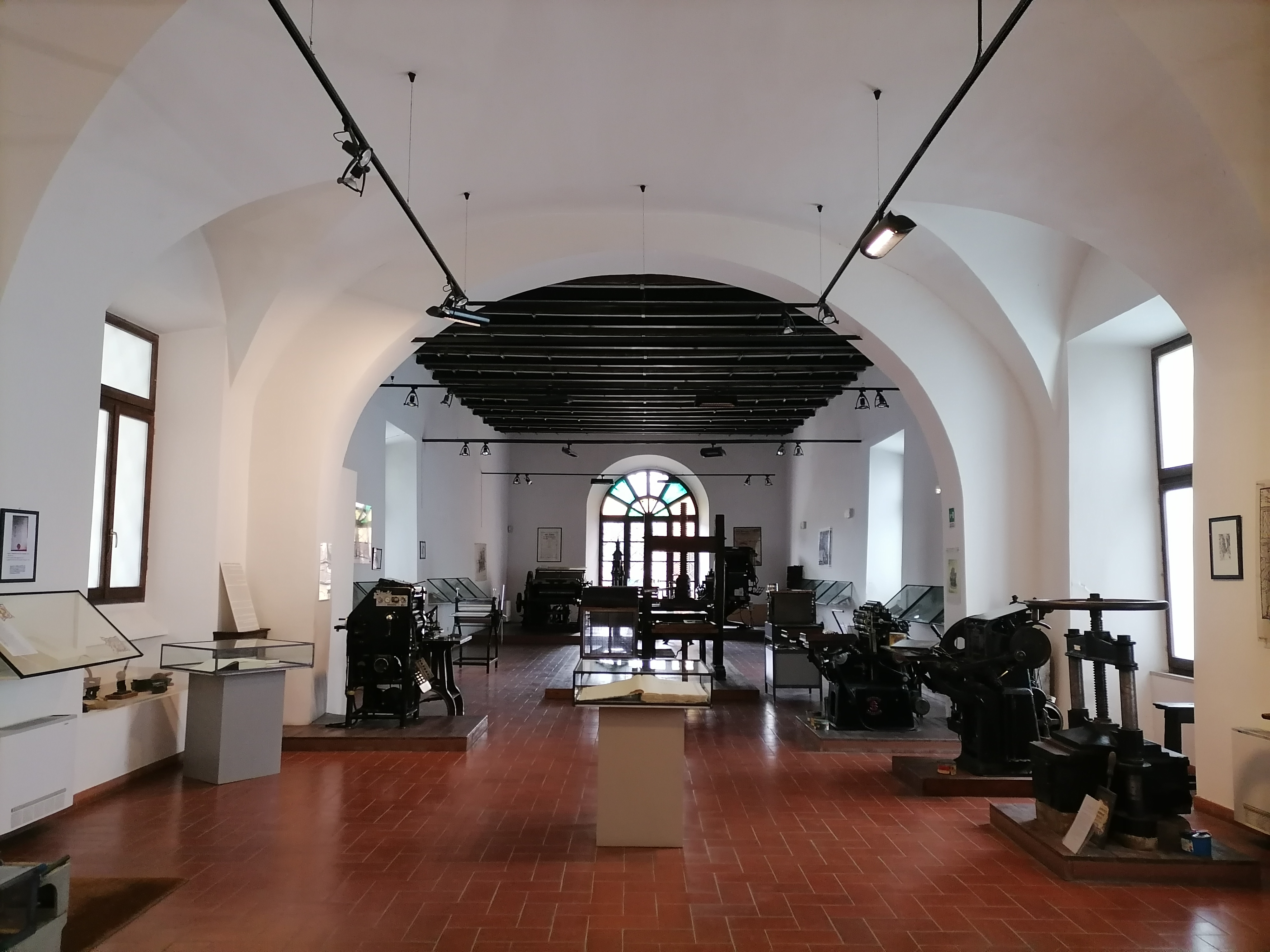
L'antico refettorio delle monache, oggi una delle sale del Museo.

A partire dal 1921, il salone, insieme agli ambienti della foresteria, divennero sede della tipografia di Duilio Diotallevi che li utilizzerà fino alla definitiva chiusura nel 1991. Da quel momento il complesso passa al Comune di Jesi che intraprenderà una profonda opera di restauro. Il legame di questi spazi con il tema del libro e della stampa indurrà il Consiglio comunale a istituirvi un istituto culturale anche legato all'antica vocazione cittadina per la Stampa, insediatavi da Federico de' Conti già nel 1470-71. Nel 2000, cosi, aprì ufficialmente al pubblico lo Studio per le Arti della Stampa, museo sulla tipografia.
L’edificio conserva ancora alcuni ambienti sicuramente riferibili alla primitiva destinazione monastica: la foresteria, il chiostro, il refettorio e la chiesa.
Il Salone che costituisce l’ambiente principale dell’esposizione, era in origine il refettorio delle Clarisse.

### Chiesetta di San Bernardo Abate
La chiesa è uno dei più alti esempi dell’architettura barocca in città.
Venne costruita, come il convento delle Clarisse, nel 1570-79 come cappella. Nel 1636, con il nuovo passaggio di proprietà alla famiglia Pianetti, che già nel 1618 vi avevano il jus-patronato di un altare, diviene cappella gentilizia. Con le trasformazioni del complesso a partire dal 1710, la marchesa Susanna Mannelli, moglie di Cardolo Maria Pianetti, vi istituisce una Cappellania, e provvede ad un radicale rinnovamento dell’apparato decorativo e pittorico che ne faranno uno dei più importanti esempi di arte barocca in città.

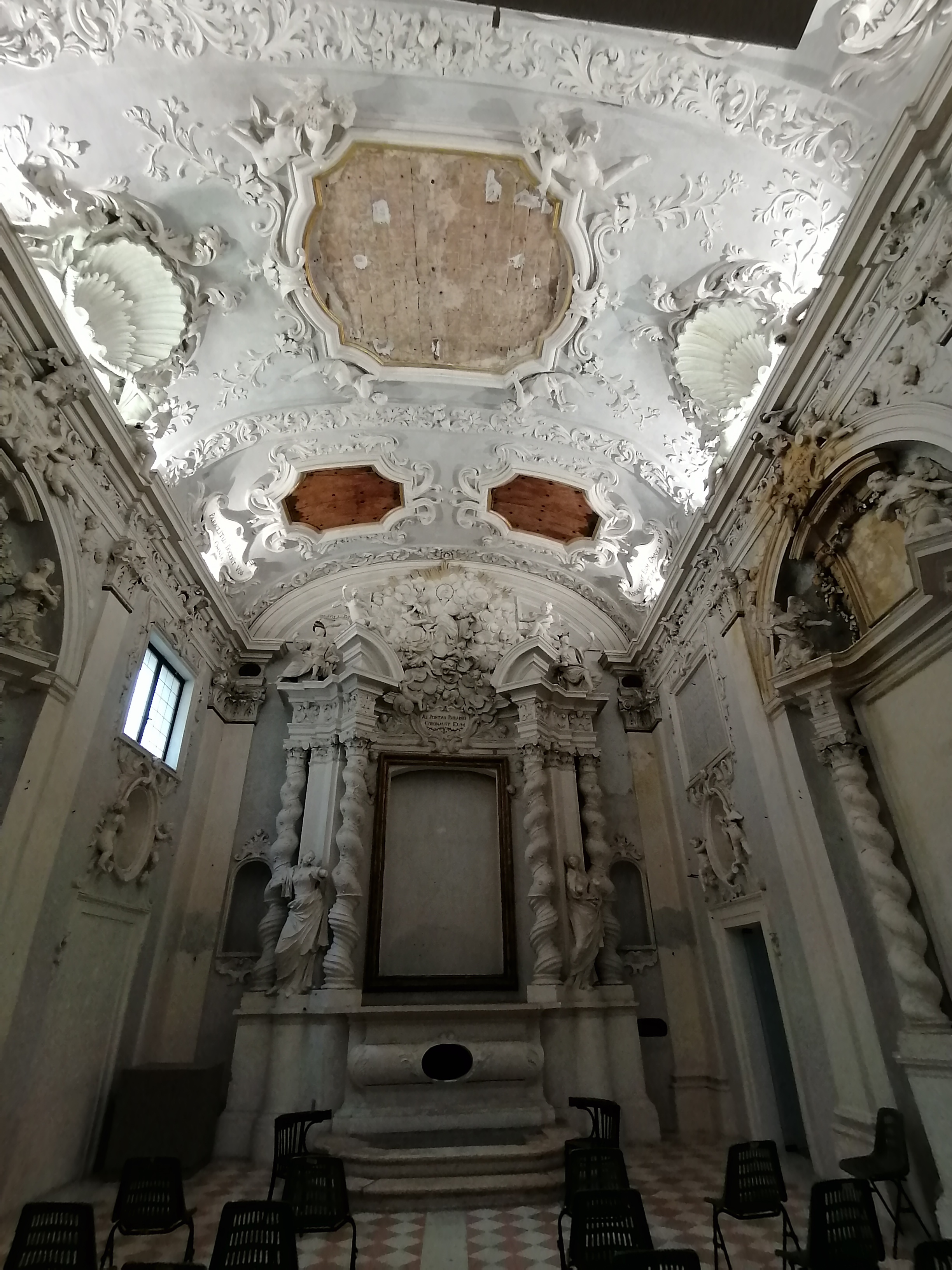
L'interno della chiesetta.

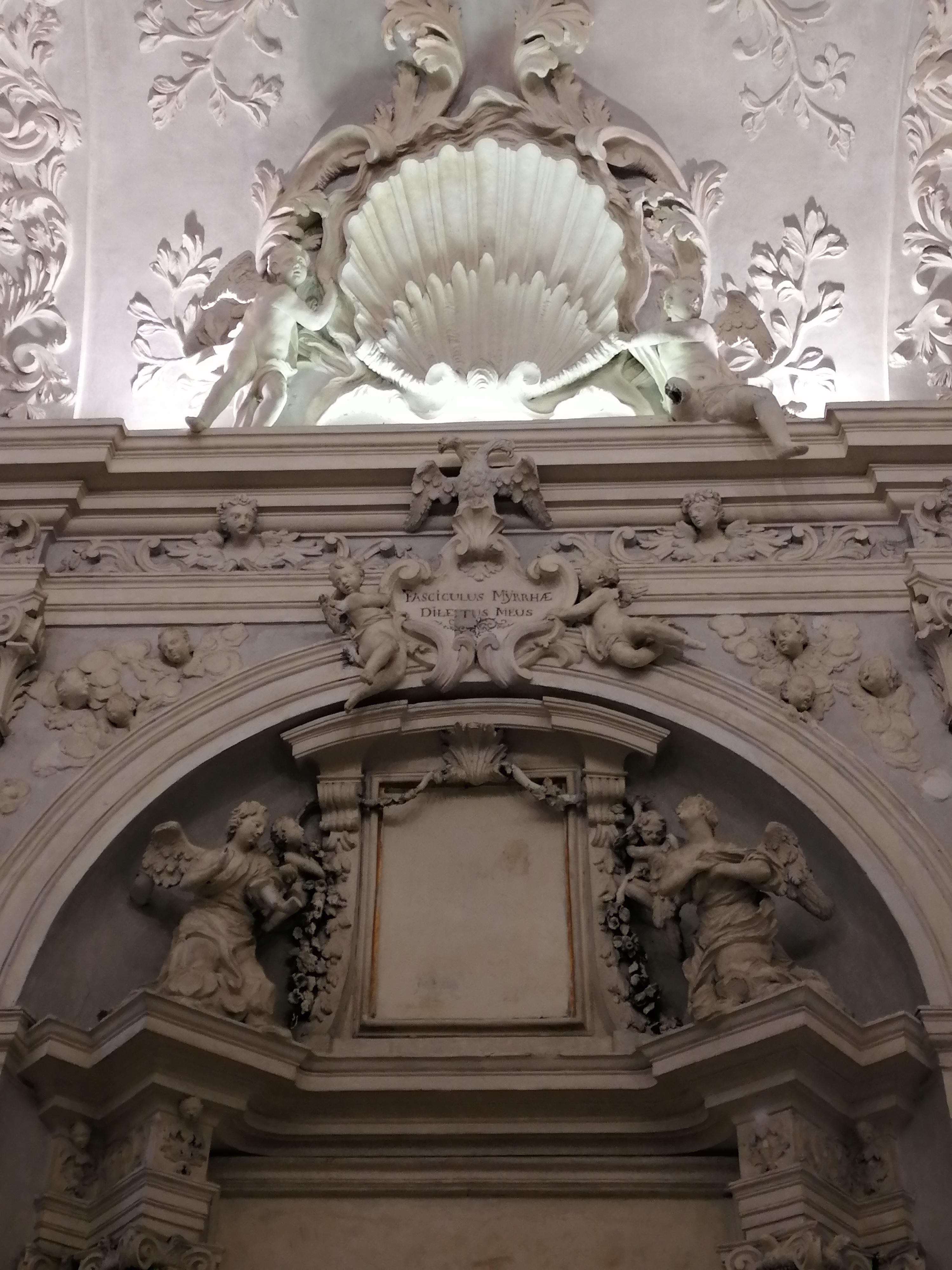
Particolare degli stucchi.

Si presenta come un’aula rettangolare con volta a botte ribassata e misura 11 metri di larghezza su 7,5 di larghezza.
Le pareti sono suddivise da paraste corinzie che incorniciano specchiature su alcune delle quali si innestano due altari. Tutto l'interno è incentrato sul fastoso altar maggiore costituito da una quinta di colonne tortili sormontate da un timpano spezzato e rovesciato. Su questa struttura si sviluppa l’apparato plastico a stucco con le statue della Fede e dell'Innocenza, in basso, e della Prudenza e della Giustizia, in alto, ad accompagnare la Gloria di San Bernardo in estasi, nel timpano, circondato da un tripudio di angeli e cherubini.
La decorazione a stucco, che avvolge tutte le pareti e la volta con motivi floreali ed araldici, è stata realizzata dal 1714 al 1719 da varie maestranze tra cui figura anche l’austriaco Giovanni Greber.
L’apparato pittorico comprendeva 13 tele di cui 5 ovali nella volta, la pala dell’altare maggiore, due degli altari laterali, una lunetta nella sagrestia e 4 bozzetti realizzati nel 1715 dalla bottega di Giacomo del Po.
Di questo insieme, gran parte disperso, si sono conservate le tele che ornavano i due altari laterali, donate nel 1972 dalla marchesa Metella Pianetti, ultima discendente della famiglia, alla Pinacoteca civica, ove sono attualmente conservate, e il bozzetto per la pala principale conservato nella Biblioteca Planettiana.
Infatti la chiesetta di San Bernardo, purtroppo per lungo tempo abbandonata, ha conosciuto un lungo momento di disattenzione tanto che per lunghi anni è stata adibita addirittura a deposito di carbone. Il restauro del Comune di Jesi a partire dal 1990 l’ha correttamente restituita all’ uso pubblico.